# Xã Gervais, Quận Red Lake, Minnesota
Xã Gervais (tiếng Anh: Gervais Township) là một xã thuộc quận Red Lake, tiểu bang Minnesota, Hoa Kỳ. Năm 2010, dân số của xã này là 226 người.